# 코잉스
코잉스(Coinx)는 보드 게임 디자이너 Guy Jeandel가 디자인 한 패밀리 보드게임이다.

## 게임 정보
코잉스는 행복한 바오밥에서 판매하고 있으며, 게임은 5세 이상, 1인용, 플레이 시간 15분 이상으로 즐길 수 있는 게임이다.

## 게임의 구성
코잉스의 구성은 다음과 같다.
- 색깔 블록 9개
- 양면 미션 카드 19장(총 38단계)
- 설명서

## 목적
9개의 색깔 블록을 코잉스의 색에 맞게 놓아야 하며 블록의 구멍 사이로 코잉스가 보이도록 하는 게임이다.